# フレデリック・ペグラム
フレッド・ぺグラム（Fred Pegram）として知られる、フレデリック・ぺグラム（Frederick Pegram、1870年12月19日 - 1937年8月23日）は、イギリスのイラストレーター、版画家である。ロンドンの様々な雑誌や新聞のイラストや商業ポスターなどを制作した。

## 略歴
ロンドンの家具製造業者の息子の生まれた。弟のアルフレッド・バートラム・ぺグラム（Alfred Bertram Pegram: 1873–1941）は彫刻家、彫金家になった。「ケンブリッジのブロック家（The Brocks of Cambridge）」の4人兄弟の挿絵画家たちはぺグラムのいとこであった。フレッド・ぺグラムは15歳の時、ロンドンのウェストミンスター芸術学校 (Westminster School of Art) に入学しフレデリック・ブラウンに学んだ。同時期の学生には、ヘンリー・トンクス（1862-1937）やオーブリー・ビアズリー（1872-1898）、モーリス・グライフェンハーゲン（Maurice Greiffenhagen: 1862-1931）がいる。
1889年から、ロイヤル・アカデミー・オブ・アーツの展覧会に出展をはじめ1904年まで出展した。「The Pall Mall Gazette」や「パンチ 」、「The Idler」、「イラストレイテド・ロンドン・ニュース」、「The Tatler」、「デイリー・クロニクル」といった新聞や雑誌のイラストレーターとして働いた。1918年に彼は「ジ・アベニュー（The Avenue）」として知られるロンドン、フルハムロードの共同スタジオで活動した。書籍の挿絵や商業ポスターも制作した。
1925年には王立水彩画家協会の会員に選ばれた。
1937年8月に肺がんで亡くなった。

## 作品

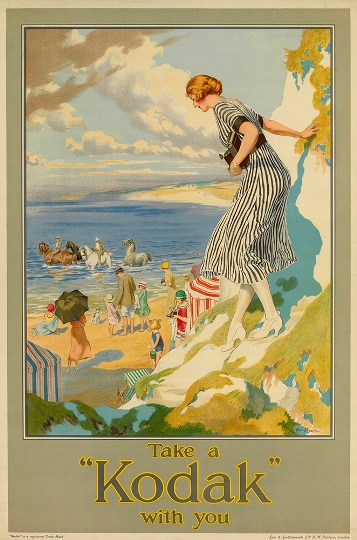
"TAKE A KODAK WITH YOU"
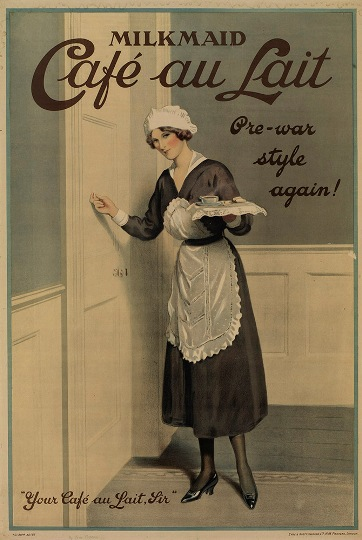
ポスター(1921)
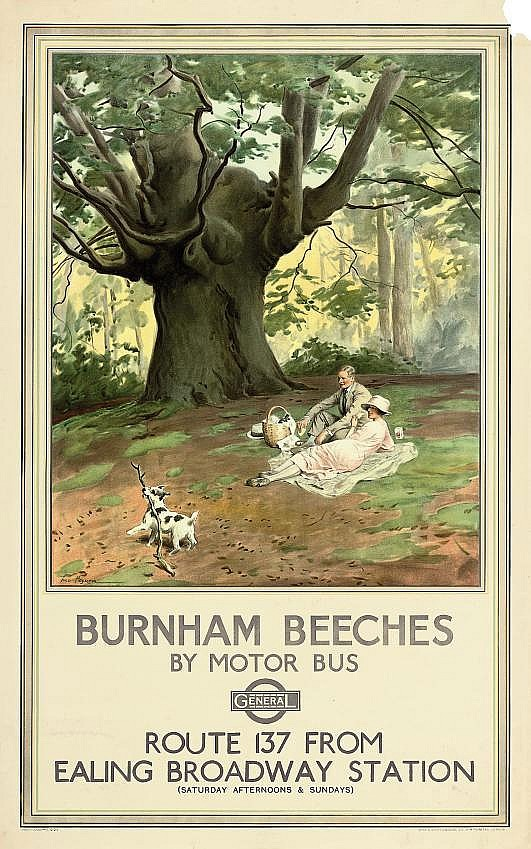
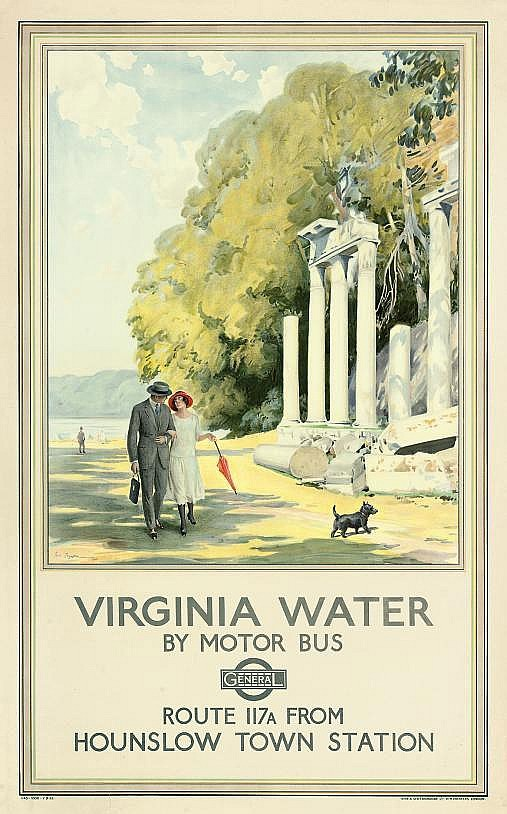